# Gliese 676
Gliese 676 är en dubbelstjärna i den norra delen av stjärnbilden  Altaret. Den har en  skenbar magnitud av ca 9,59 och kräver ett teleskop för att kunna observeras. Baserat på parallaxmätning inom Hipparcosuppdraget på ca 60,8 mas, beräknas den befinna sig på ett avstånd på ca 54 ljusår (ca 16,5 parsek) från solen. Den rör sig närmare solen med en heliocentrisk radialhastighet på ca -39 km/s.

## Egenskaper
Primärstjärnan Gliese 676 A är en röd till orange stjärna i huvudserien av spektralklass M0 V, 
Den har en massa som är ca 0,71 solmassor, en radie som är ca 0,69 solradier och har ca 0,082 gånger solens utstrålning av energi från dess fotosfär vid en effektiv temperatur av ca 3 700 K.
Gliese 676 är en vid dubbelstjärna av röda dvärgar av 10:e magnituden som har en uppskattad minsta separation på 800 AE med en omloppsperiod på mer än 20 000 år.

## Planetsystem
Den första exoplaneten som upptäcktes, Gliese 676 b, är en superjupiter som först identifierades i oktober 2009. Planeten tillkännagavs formellt 2011, tillsammans med den första observationen av en trend som inte kunde hänföras till följeslagaren. Även efter att ha anpassat en planet och en trend noterades att resthastigheterna fortfarande var ca 3,4 m/s, betydligt större än de instrumentella felen på ca 1,7 m/s. Detta antydde preliminärt existensen av andra objekt i omloppsbana, även om inget mer kunde sägas vid den tiden.
Stjärnan var ett testfall för programvaran HARPS-TERRA för bättre reduktion av data från HARPS-spektrometern i början av 2012. Även med betydligt lägre felmarginaler på uppgifterna var mindre data tillgängliga än vad som användes 2011. Ändå nådde laget en mycket liknande slutsats som det tidigare laget med en modell av en planet och en trend. 
Mellan tidpunkten för den föregående analysen och juni 2012 offentliggjordes resten av de radialhastighetsmätningar som användes 2011, vilket gjorde det möjligt att minska dem med hjälp av HARPS-TERRA. Dessa analyserades sedan via en Bayesiansk sannolikhetsanalys, som tidigare användes för att upptäcka HD 10180 i och j, som bekräftade planet b och gjorde en första identifiering av planeten Gliese 676 c, som tidigare endast beskrivits som en trend.
Konstellationen har det nuvarande (2022) rekordet för det vidaste massområdet i ett enda planetsystem, och visar också en hierarki som påminner om solsystemet, med gasjättarna på stora avstånd från stjärnan medan de mindre objekten ligger mycket närmare stjärnan.
Det finns två superjupiter planeter: 'b' med en omloppsperiod av 1 052 dygn (2,9 år) och minsta massa på 6,7 MJ, och 'c' med en period av 7 340 dygn (20,1 år) och en massa av 6,8 MJ.
| d | ≥ 4,4 ± 0,7 M🜨  | 0,0413 ± 0,0014 | 3,600 ± 0,0008 | 0,15 ± 0,09 | - | - |   |   |          |             |               |               |   |   |
| e | ≥ 11,5 ± 1,5 M🜨 | 0,187 ± 0,007   | 35,37 ± 0,07   | 0,24 ± 0,12 | - | - | - | b | ≥ 6,7 MJ | 1,82 ± 0,06 | 1 056,8 ± 2,8 | <0,328 ± 0,04 | - | - |
| c | ≥ 6,8 MJ        | 5,2             | 7340,30        | 0,2         | - | - |   |   |          |             |               |               |   |   |